# Эффект Марты Митчелл

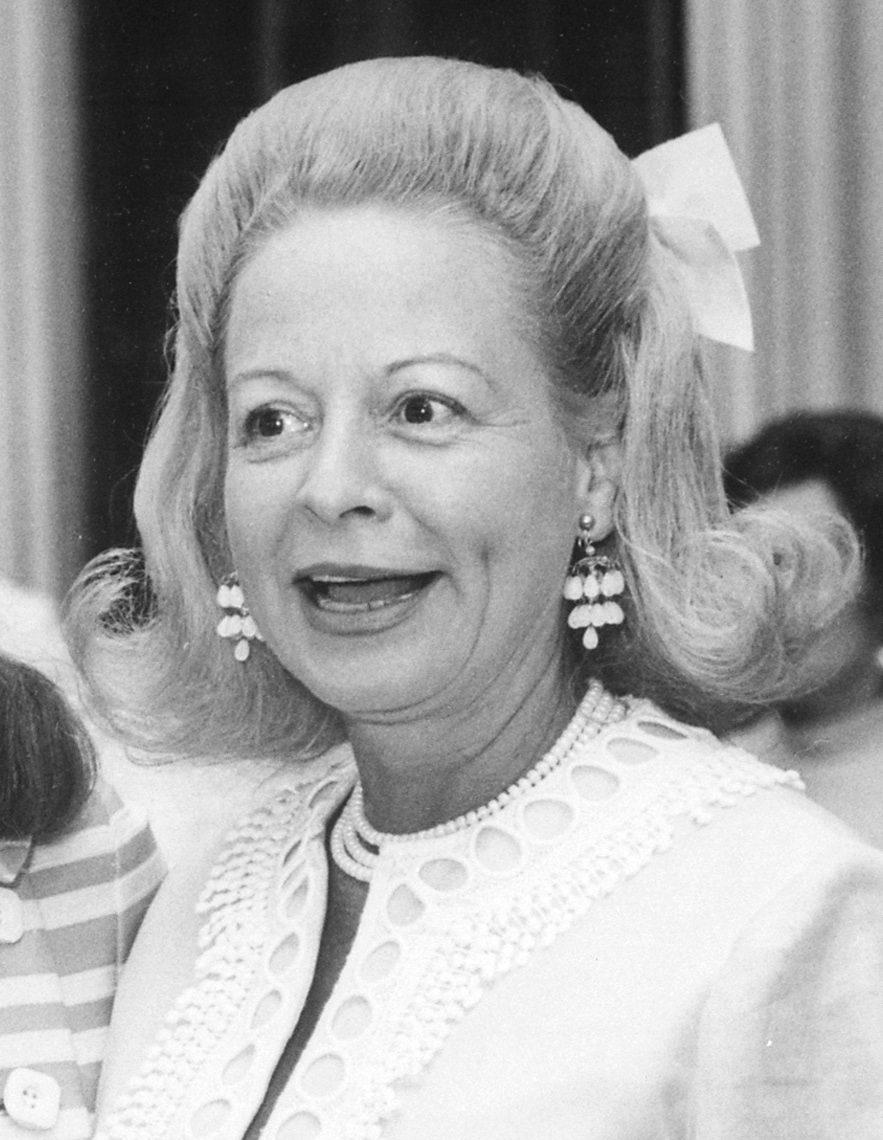
Марта Митчелл

Эффе́кт Ма́рты Ми́тчелл — ошибочный диагноз, поставленный психиатром исключительно из-за неправдоподобности рассказа пациента, хотя его слова соответствуют действительности.

## Описание
В 1950-х и 1960-х годах психолог Брендан Мехер заметил, что многие психиатры автоматически объясняют бредом наименее вероятные события из жизни. Например, человек считает, что за ним следят спецслужбы, охотится мафия, близкие люди хотят нанести вред и т. д. Большинство из этих событий являются очень маловероятными и довольно часто не могут быть проверены. Вследствие этого психиатр склонен воспринимать все эти утверждения как признак какого-либо психического расстройства.
Белл и его коллеги описывают этот эффект так: 

«Иногда неправдоподобные сообщения ошибочно принимаются за симптомы психического заболевания», из-за «отрицания или неспособности проверить, действительно ли события имели место, независимо от того, насколько неправдоподобными они могут показаться занятому клиническому врачу».Оригинальный текст (англ.)“Sometimes, improbable reports are erroneously assumed to be symptoms of mental illness”, due to a “failure or inability to verify whether the events have actually taken place, no matter how improbable intuitively they might appear to the busy clinician.”

Как писал Джозеф Х. Берке: «Даже у параноиков есть враги!»

## История происхождения
Данный эффект получил своё название в честь Марты Митчелл, которая, будучи женой генерального прокурора в администрации Ричарда Никсона, случайно нашла материалы, компрометирующие высокопоставленных лиц, и пыталась их распространить. Ей не поверили и, сочтя психически нездоровой, насильно поместили в клинику. И только после Уотергейтского скандала пришлось признать её правоту. В 1975 году сотрудник ЦРУ Джеймс Маккорд дал интервью The New York Times, в котором подтвердил слова Марты.